# Liste der Gouverneure der Rhode Island Colony
Diese Liste führt alle Richter, Präsidenten und Gouverneure der Colony of Rhode Island and Providence Plantations auf. Die Kolonie bestand ursprünglich aus vier Towns: Providence (gegründet 1636), Portsmouth (gegründet 1638), Newport (gegründet 1639) und Warwick (gegründet 1642). Die exekutiven Führer von Portsmouth und Newport wurden bis 1640 Richter genannt. Nach der Vereinigung der zwei Towns wurde das Amt des Chief Officers zum Gouverneur umbenannt. Die beiden Towns Providence und Warwick hatten bis 1647 keine exekutive Führung, als sie mit Newport und Portsmouth unter der königlichen Satzung vereinigt wurden, welche Roger Williams 1643 erhielt. Das Amt des Chief Officers wurde danach zum Präsidenten umbenannt. Im Jahr 1651 kam es zu einer Abspaltung der Towns Newport und Portsmouth, welche unter der Coddington-Kommission bis 1654 regiert wurden. Das Amt des Chief Officers wurde zum Gouverneur umbenannt. Die Towns Providence und Warwick wurden währenddessen weiterhin unter der königlichen Satzung von 1643 regiert. Im Jahr 1654 kam es zu einer Wiedervereinigung der vier Towns. Mit der königlichen Satzung von 1663 wurde das Amt des Chief Officers zum Gouverneur umbenannt. Sie war zwischen 1686 und 1689 ausgesetzt. Während dieser Zeit fungierte Sir Edmund Andros als Gouverneur des Dominion of New England, welches Rhode Island miteinschloss.

## Richter von Portsmouth
| Name               | Amtszeit  |
| ------------------ | --------- |
| William Coddington | 1638–1639 |
| William Hutchinson | 1639–1640 |

## Richter von Newport
| Name               | Amtszeit  |
| ------------------ | --------- |
| William Coddington | 1639–1640 |

## Gouverneur von Rhode Island (Portsmouth und Newport)
| Name               | Amtszeit  |
| ------------------ | --------- |
| William Coddington | 1640–1647 |

## Chief Officer unter der königlichen Satzung von 1643 (Providence und Warwick)

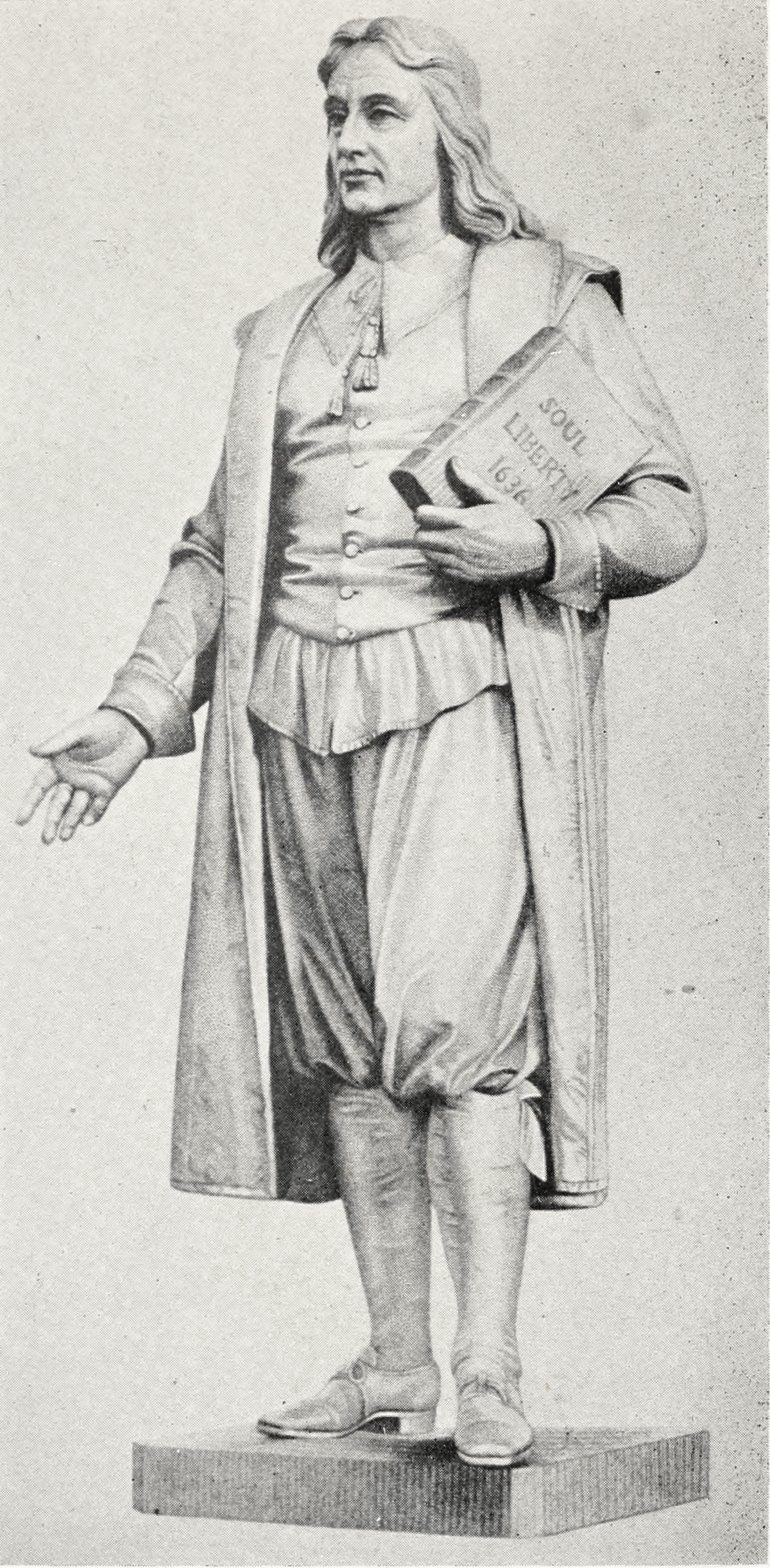
Roger Williams

| Name           | Amtszeit  |
| -------------- | --------- |
| Roger Williams | 1644–1647 |

## Präsidenten unter der königlichen Satzung von 1643
| Name            | Amtszeit  | Bemerkungen                                                                                      |
| --------------- | --------- | ------------------------------------------------------------------------------------------------ |
| John Coggeshall | 1647      | John Coggeshall war von Mai 1647 bis zu seinem Tod im November 1647 Präsident der Kolonie.       |
| Jeremy Clarke   | 1648–1649 |                                                                                                  |
| John Smith      | 1649–1650 |                                                                                                  |
| Nicholas Easton | 1650–1651 |                                                                                                  |
| Samuel Gorton   | 1651–1652 | Samuel Gorton war zwischen Oktober 1651 und Mai 1652 Präsident der Towns Providence und Warwick. |
| John Smith      | 1652–1653 | John Smith war zwischen Mai 1652 und Mai 1653 Präsident der Towns Providence und Warwick.        |
| Gregory Dexter  | 1653–1654 | Gregory Dexter war zwischen Mai 1653 und Mai 1654 Präsident der Towns Providence und Warwick.    |
| Nicholas Easton | 1654      | Nicholas Easton war zwischen Mai und September 1654 Präsident der Kolonie.                       |
| Roger Williams  | 1654–1657 | Roger Williams war zwischen September 1654 und Mai 1657 Präsident der Kolonie.                   |
| Benedict Arnold | 1657–1660 |                                                                                                  |
| William Brenton | 1660–1662 |                                                                                                  |
| Benedict Arnold | 1662–1663 | Benedict Arnold war zwischen Mai 1662 und November 1663 Präsident der Kolonie.                   |

## Gouverneure von Newport und Portsmouth unter der Coddington-Kommission
| Name               | Amtszeit  | Bemerkungen                                                                    |
| ------------------ | --------- | ------------------------------------------------------------------------------ |
| William Coddington | 1651–1653 |                                                                                |
| John Sanford       | 1653      | John Sanford verstarb zwischen Juni und November 1653 während seiner Amtszeit. |

## Gouverneure unter der königlichen Satzung von 1663
| Name                    | Amtszeit  | Bemerkungen                                                                          |
| ----------------------- | --------- | ------------------------------------------------------------------------------------ |
| Benedict Arnold         | 1663–1666 | Benedict Arnold war zwischen November 1663 und November 1666 Gouverneur der Kolonie. |
| William Brenton         | 1666–1669 |                                                                                      |
| Benedict Arnold         | 1669–1672 |                                                                                      |
| Nicholas Easton         | 1672–1674 |                                                                                      |
| William Coddington      | 1674–1676 |                                                                                      |
| Walter Clarke           | 1676–1677 |                                                                                      |
| Benedict Arnold         | 1677–1678 | Benedict Arnold war zwischen Mai 1677 und Juni 1678 Gouverneur der Kolonie.          |
| William Coddington      | 1678      | William Coddington verstarb vor dem Ende seiner Amtszeit im November 1678.           |
| John Cranston           | 1678–1680 | John Cranston verstarb vor dem Ende seiner Amtszeit im März 1680.                    |
| Peleg Sanford           | 1680–1683 |                                                                                      |
| William Coddington, Jr. | 1683–1685 |                                                                                      |
| Henry Bull              | 1685–1686 |                                                                                      |
| Walter Clarke           | 1686      |                                                                                      |

## Gouverneure nach dem Wiederinkrafttreten der königlichen Satzung von 1663

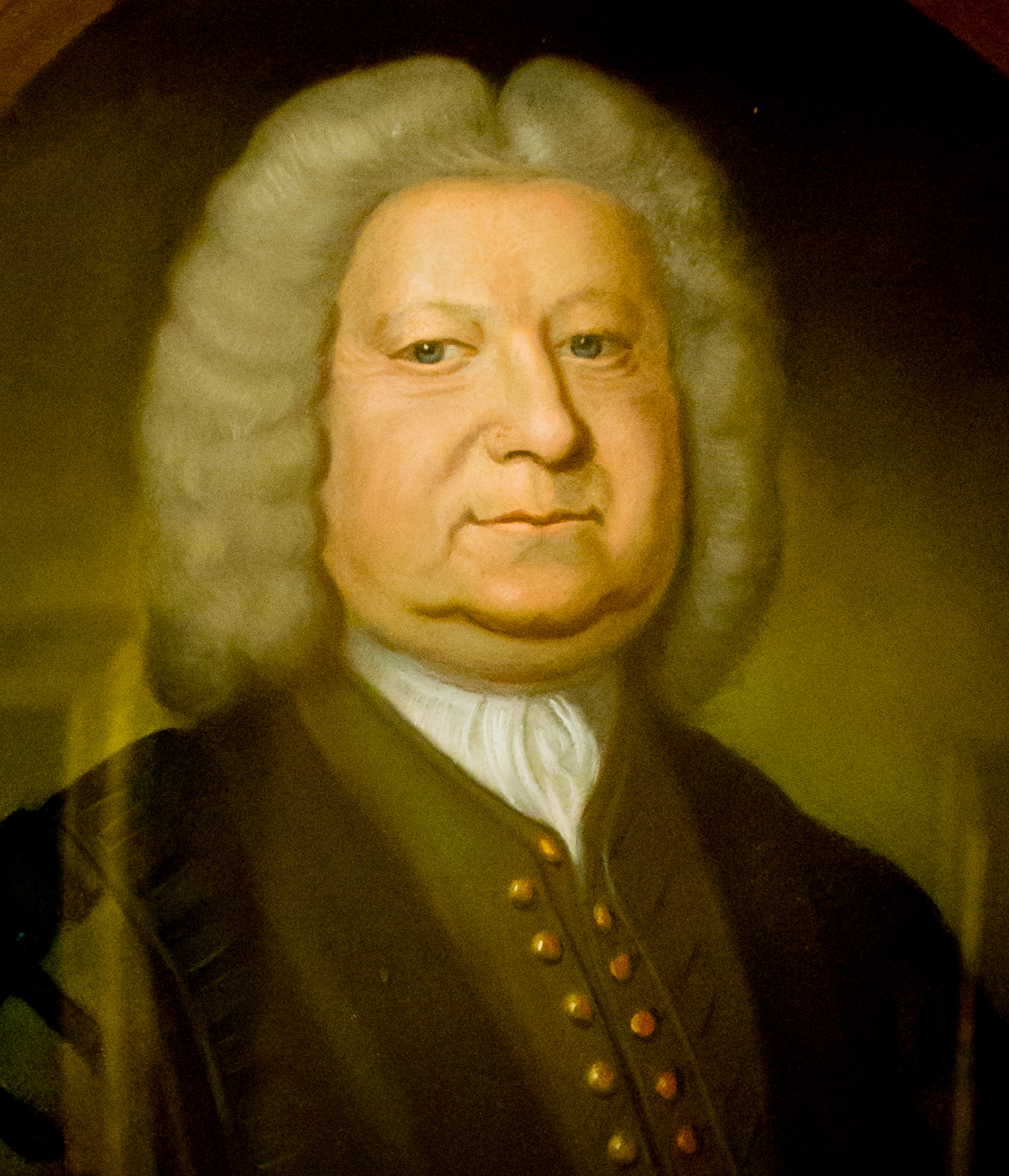
Richard Ward

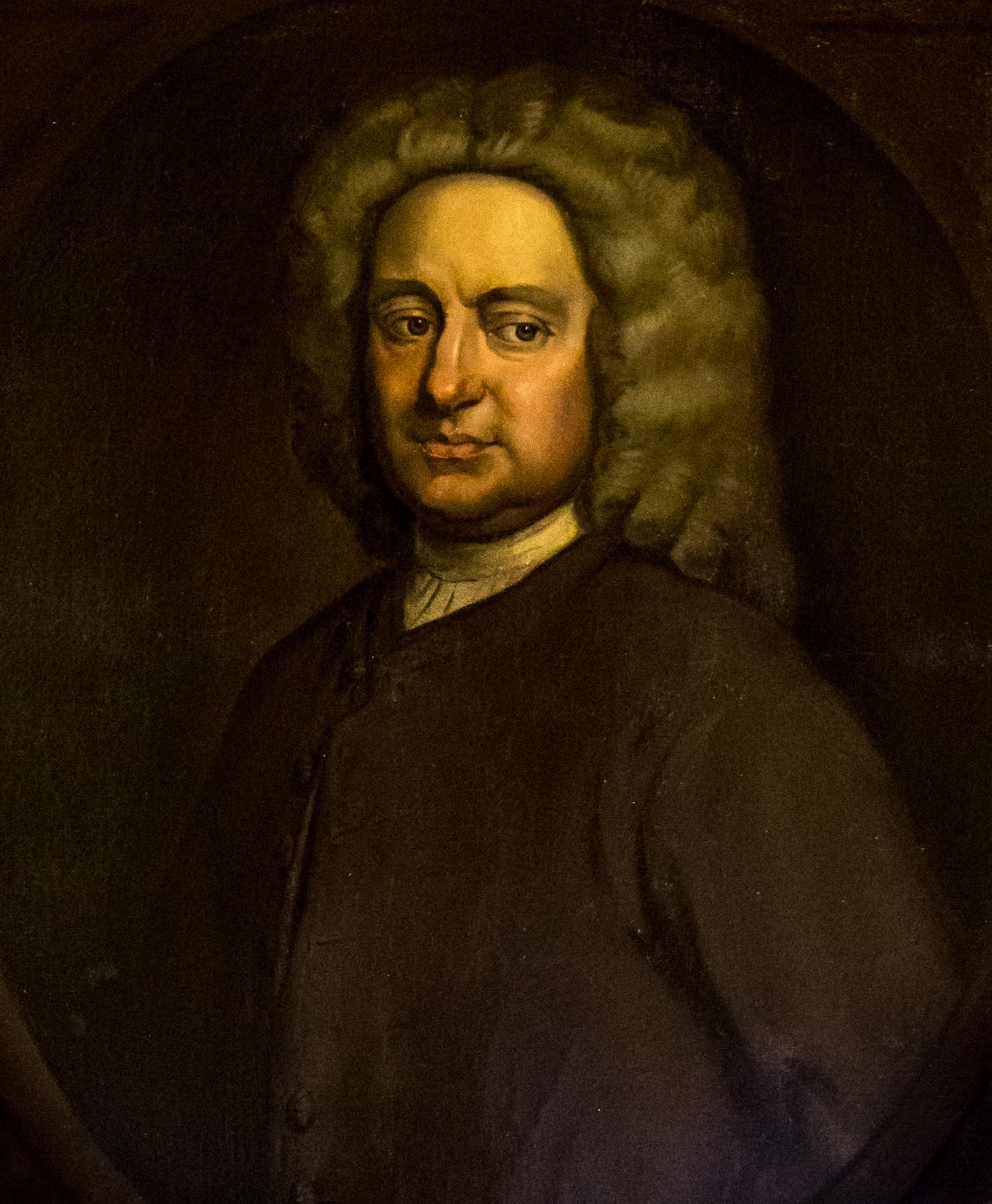
William Greene

Zwischen Mai 1689 und Februar 1690 war der Posten als Gouverneur von Rhode Island vakant.
| Name            | Amtszeit  | Bemerkungen                                                                            |
| --------------- | --------- | -------------------------------------------------------------------------------------- |
| Henry Bull      | 1690      | Henry Bull war zwischen Februar und Mai 1690 Gouverneur der Kolonie.                   |
| John Easton     | 1690–1695 |                                                                                        |
| Caleb Carr      | 1695      | Caleb Carr war von Mai 1695 bis zu seinem Tod im Dezember 1695 Gouverneur der Kolonie. |
| Walter Clarke   | 1696–1698 | Walter Clarke war von Mai 1696 bis zu seinem Rücktritt im 1698 Gouverneur der Kolonie. |
| Samuel Cranston | 1698–1727 |                                                                                        |
| Joseph Jenckes  | 1727–1732 |                                                                                        |
| William Wanton  | 1732–1733 | William Wanton verstarb vor dem Ende seiner Amtszeit im Dezember 1733.                 |
| John Wanton     | 1734–1740 | John Wanton verstarb vor dem Ende seiner Amtszeit im Juli 1740.                        |
| Richard Ward    | 1740–1743 |                                                                                        |
| William Greene  | 1743–1745 |                                                                                        |
| Gideon Wanton   | 1745–1746 |                                                                                        |
| William Greene  | 1746–1747 |                                                                                        |
| Gideon Wanton   | 1747–1748 |                                                                                        |
| William Greene  | 1748–1755 |                                                                                        |
| Stephen Hopkins | 1755–1757 |                                                                                        |
| William Greene  | 1757–1758 | William Greene verstarb vor dem Ende seiner Amtszeit im Februar 1758.                  |
| Stephen Hopkins | 1758–1762 |                                                                                        |
| Samuel Ward     | 1762–1763 |                                                                                        |
| Stephen Hopkins | 1763–1765 |                                                                                        |
| Samuel Ward     | 1765–1767 |                                                                                        |
| Stephen Hopkins | 1767–1768 |                                                                                        |
| Josias Lyndon   | 1768–1769 |                                                                                        |
| Joseph Wanton   | 1769–1775 | Joseph Wanton wurde 1775 seines Amtes enthoben.                                        |
| Nicholas Cooke  | 1775–1778 |                                                                                        |